# I liga argentyńska w piłce nożnej (1955)
Mistrzem Argentyny w roku 1955 został klub River Plate, a wicemistrzem Argentyny klub Racing Club de Avellaneda.
Do drugiej ligi spadł ostatni w tabeli klub CA Platense. Na jego miejsce awansował z drugiej ligi klub Argentinos Juniors.

## Primera División

### Kolejka 1
| Data             | Mecz |
| ---------------- | --- |
| 30 kwietnia 1955 | River Plate – CA Tigre 1:0 Santiago Vernazza (k)                                                                          |
| 30 kwietnia 1955 | Independiente – Estudiantes La Plata 2:1 Ricardo Bonelli, Rodolfo Micheli - Manuel Pelegrina (k)                          |
| 30 kwietnia 1955 | CA Huracán – Vélez Sarsfield 3:3 Elio Montaño, Ricardo Infante, Juan M. Filgueiras (k) - Norberto Conde (2), Luis Manzi   |
| 30 kwietnia 1955 | Ferro Carril Oeste – San Lorenzo de Almagro 2:2 César del Corro, Juan C. Tacchi - Ángel Berni, Oscar Coll (k)             |
| 30 kwietnia 1955 | Chacarita Juniors – CA Platense 1:3 Jorge Maldonado s - Héctor López (2), Antonio Báez (k)                                |
| 30 kwietnia 1955 | Newell’s Old Boys – Boca Juniors 2:3 Eduardo Bernando, José Yudica (k) - Federico Edwards (k), Fausto Rosello, Mario Boyé |
| 30 kwietnia 1955 | Gimnasia y Esgrima La Plata – Racing Club de Avellaneda 1:0 Luis Pentrelli                                                |
| 30 kwietnia 1955 | Club Atlético Lanús – Rosario Central 2:1 Ramón Moyano, Osvaldo Gil - Oscar Mottura                                       |

### Kolejka 2
| Data        | Mecz |
| ----------- | --- |
| 8 maja 1955 | River Plate – Chacarita Juniors 2:2 Marcelino Molinari s, Félix Loustau - Julio Costa, Enrique Esquide                                        |
| 8 maja 1955 | Vélez Sarsfield – Ferro Carril Oeste 1:0 Juan J. Ferraro                                                                                      |
| 8 maja 1955 | Estudiantes La Plata – CA Platense 5:1 Roberto Rolando (2), Manuel Pelegrina (2), Juan E. Urriolabeítia - Héctor López                        |
| 8 maja 1955 | CA Tigre – Gimnasia y Esgrima La Plata 1:1 Héctor De Bourgoing - Luis Pentrelli mecz rozegrany został na stadionie klubu Atlanta Buenos Aires |
| 8 maja 1955 | Racing Club de Avellaneda – Newell’s Old Boys 3:0 Humberto Maschio, Adalberto Rodríguez (k), Ángel Cigna                                      |
| 8 maja 1955 | San Lorenzo de Almagro – Club Atlético Lanús 0:0                                                                                              |
| 8 maja 1955 | Rosario Central – Independiente 3:4 Oscar Massei, Santos Oliveira, Antonio Vilariño - Ricardo Bonelli (3), Ernesto Grillo                     |
| 8 maja 1955 | Boca Juniors – CA Huracán 5:2 Ernesto Cucchiaroni (2), Federico Edwars (k), Mario Boyé, José Borello - Juan M. Filgueiras (k), Félix Respuela |

### Kolejka 3
| Data         | Mecz |
| ------------ | --- |
| 15 maja 1955 | Gimnasia y Esgrima La Plata – River Plate 2:3 Francisco Loiácono, Mario Papa - Félix Loustau, Ángel Labruna (2)          |
| 15 maja 1955 | Independiente – San Lorenzo de Almagro 3:2 Ernesto Grillo, Carlos Cecconato, Camilo Cervino - Raúl Gutiérrez, Oscar Coll |
| 15 maja 1955 | CA Huracán – Racing Club de Avellaneda 1:2 Juan Portaluppi - Antonio Angelillo (2)                                       |
| 15 maja 1955 | Ferro Carril Oeste – Boca Juniors 0:0                                                                                    |
| 15 maja 1955 | CA Platense – Rosario Central 2:0 Vicente Sayago, Héctor López (k)                                                       |
| 15 maja 1955 | Club Atlético Lanús – Vélez Sarsfield 2:0 Benito Cejas, Urbano Reynoso                                                   |
| 15 maja 1955 | Chacarita Juniors – Estudiantes La Plata 1:2 Julio Ravelli - Roberto Rolando, Francisco Quaglia                          |
| 15 maja 1955 | Newell’s Old Boys – CA Tigre 3:0 Bernabé Carranza, Ernesto Picot, Ramón Carranza                                         |

### Kolejka 4
| Data         | Mecz |
| ------------ | --- |
| 22 maja 1955 | River Plate – Newell’s Old Boys 1:0 Ángel Labruna |
| 22 maja 1955 | Vélez Sarsfield – Independiente 1:1 Luis Manzi - Ernesto Grillo                                                                                                  |
| 22 maja 1955 | Boca Juniors – Club Atlético Lanús 2:1 Ernesto Cucchiaroni (2) - Benito Cejas                                                                                    |
| 22 maja 1955 | San Lorenzo de Almagro – CA Platense 2:0 José F. Sanfilippo (2)                                                                                                  |
| 22 maja 1955 | Racing Club de Avellaneda – Ferro Carril Oeste 3:0 Antonio Angelillo, Ángel Cigna, Oreste Corbatta                                                               |
| 22 maja 1955 | CA Tigre – CA Huracán 2:1 Héctor De Bourgoing (k), Cándido González - Elio Montaño mecz rozegrany został na stadionie klubu Ferro Carril Oeste                   |
| 22 maja 1955 | Gimnasia y Esgrima La Plata – Chacarita Juniors 4:2 Héctor Barci, Francisco Loiácono, Luis Pentrelli (k), Fernando Walter - Julio Ravelli, Enrique Pessarini (k) |
| 22 maja 1955 | Rosario Central – Estudiantes La Plata 3:0 Oscar Massei (2), Raúl Gómez                                                                                          |

### Kolejka 5
| Data         | Mecz |
| ------------ | --- |
| 29 maja 1955 | CA Huracán – River Plate 2:3 Elio Montaño, Juan M. Filgueiras (k) - Norberto Menéndez, Enrique Sívori, Félix Loustau                                 |
| 29 maja 1955 | Independiente – Boca Juniors 1:1 Carlos Cecconato - Mario Boyé                                                                                       |
| 29 maja 1955 | Estudiantes La Plata – San Lorenzo de Almagro 1:2 Diego Arizaga - Raúl Gutiérrez, Oscar Coll                                                         |
| 29 maja 1955 | Club Atlético Lanús – Racing Club de Avellaneda 4:2 Ramón Moyano (k), Benito Cejas, Emilio Fernández (2) - Adalberto Rodríguez (k), Humberto Maschio |
| 29 maja 1955 | CA Platense – Vélez Sarsfield 1:2 Gregorio Beraza - Juan J. Ferraro, Luis Manzi                                                                      |
| 29 maja 1955 | Chacarita Juniors – Rosario Central 4:2 José Barreiro, Enrique Pessarini (k), Francisco Campana, Julio Ravelli - Antonio Gauna, Oscar Massei         |
| 29 maja 1955 | Ferro Carril Oeste – CA Tigre 3:1 Héctor De Bourgoing, Salvador Calvanese (2) - Cándido González                                                     |
| 29 maja 1955 | Newell’s Old Boys – Gimnasia y Esgrima La Plata 1:1 Ernesto Picot - Francisco Loiácono                                                               |

### Kolejka 6
| Data           | Mecz |
| -------------- | --- |
| 5 czerwca 1955 | River Plate – Ferro Carril Oeste 2:1 Ángel Labruna (2) - Alberto Piovano                                 |
| 5 czerwca 1955 | Boca Juniors – CA Platense 3:1 Ernesto Cucchiaroni (2), Federico Edwards (k) - Héctor Ruggero (k)        |
| 5 czerwca 1955 | Racing Club de Avellaneda – Independiente 1:1 Humberto Maschio - Ernesto Grillo                          |
| 5 czerwca 1955 | Vélez Sarsfield – Estudiantes La Plata 4:0 Marcelo López Espinosa, Ernesto Sansone, Norberto Conde (2)   |
| 5 czerwca 1955 | Gimnasia y Esgrima La Plata – CA Huracán 0:2 Juan Portaluppi (2)                                         |
| 5 czerwca 1955 | Newell’s Old Boys – Chacarita Juniors 2:1 Ramón Carranza, José Yudica - Francisco Campana                |
| 5 czerwca 1955 | CA Tigre – Club Atlético Lanús 3:1 Héctor De Bourgoing, Cándido González, José D. Chirico - Benito Cejas |
| 5 czerwca 1955 | San Lorenzo de Almagro – Rosario Central 0:0                                                             |

### Kolejka 7
| Data            | Mecz |
| --------------- | --- |
| 12 czerwca 1955 | Club Atlético Lanús – River Plate 2:2 Urbano Reynoso (2) - Santiago Vernazza (2)                                                                   |
| 12 czerwca 1955 | Estudiantes La Plata – Boca Juniors 2:1 Juan E. Urriolabeitía, Antonio Ruggeri - José Borello                                                      |
| 12 czerwca 1955 | CA Platense – Racing Club de Avellaneda 3:3 Vicente Sayago (2, 1k), Jorge Maldonado - Julio Barbetta s, Natalio Sivo, Ángel Cigna                  |
| 12 czerwca 1955 | Independiente – CA Tigre 3:0 Ricardo Bonelli, Héctor Gatti (2)                                                                                     |
| 12 czerwca 1955 | Chacarita Juniors – San Lorenzo de Almagro 4:2 José Barreiro (2), Perfecto Rodríguez (k), Julio Ravelli - Raúl Gutiérrez, José F. Sanfilippo       |
| 12 czerwca 1955 | CA Huracán – Newell’s Old Boys 1:1 Félix Respuela - Héctor D’Angelo s                                                                              |
| 12 czerwca 1955 | Ferro Carril Oeste – Gimnasia y Esgrima La Plata 3:3 Alberto De Zorzi, Herminio González (k), Elger Alarcón - Alfredo Martínez (2), Luis Pentrelli |
| 12 czerwca 1955 | Rosario Central – Vélez Sarsfield 3:0 Oscar Mottura, Antonio Gauna, Santos Oliveira                                                                |

### Kolejka 8
| Data            | Mecz                                                                                                   |
| --------------- | --- |
| 26 czerwca 1955 | River Plate – Independiente 1:0 Santiago Vernazza                                                      |
| 26 czerwca 1955 | CA Huracán – Chacarita Juniors 2:3 Ricardo Infante, Alberto Evaristo - Francisco Campana (3)           |
| 26 czerwca 1955 | Vélez Sarsfield – San Lorenzo de Almagro 0:0                                                           |
| 26 czerwca 1955 | Newell’s Old Boys – Ferro Carril Oeste 4:1 Osvaldo Nardiello (2), Eduardo Bernardo (2) - Elger Alarcón |
| 26 czerwca 1955 | Boca Juniors – Rosario Central 3:2 Mario Boyé, José Borello, Juan J. Pizzuti - Oscar Massei (2)        |
| 26 czerwca 1955 | Gimnasia y Esgrima La Plata – Club Atlético Lanús 1:0 Francisco Loiácono                               |
| 26 czerwca 1955 | Racing Club de Avellaneda – Estudiantes La Plata 1:1 Humberto Maschio - Héctor Molina                  |
| 26 czerwca 1955 | CA Tigre – CA Platense 2:0 José D. Chirico, Eugenio Aguilar                                            |

### Kolejka 9
| Data         | Mecz |
| ------------ | --- |
| 3 lipca 1955 | CA Platense – River Plate 2:1 Vicente Sayago (2, 1k) - Walter Gómez                                          |
| 3 lipca 1955 | San Lorenzo de Almagro – Boca Juniors 1:2 José F. Sanfilippo - Juan J. Pizzuti, José Borello                 |
| 3 lipca 1955 | Ferro Carril Oeste – CA Huracán 0:2 Juan Portaluppi, Elio Montaño                                            |
| 3 lipca 1955 | Club Atlético Lanús – Newell’s Old Boys 3:1 Urbano Reynoso, Ramón Moyano, José Nazionale - Osvaldo Nardiello |
| 3 lipca 1955 | Independiente – Gimnasia y Esgrima La Plata 0:2 Mario Papa, Luis Pentrelli (k)                               |
| 3 lipca 1955 | Chacarita Juniors – Vélez Sarsfield 0:0                                                                      |
| 3 lipca 1955 | Estudiantes La Plata – CA Tigre 3:2 Francisco Quaglia, Roberto Rolando, Héctor Molina - Juan C. Burgos (2)   |
| 3 lipca 1955 | Rosario Central – Racing Club de Avellaneda 0:0                                                              |

### Kolejka 10
| Data          | Mecz |
| ------------- | --- |
| 17 lipca 1955 | Newell’s Old Boys – Independiente 1:0 Eduardo Bernardo |
| 24 lipca 1955 | River Plate – Estudiantes La Plata 2:0 Enrique Sívori (2) mecz rozegrany został na stadionie klubu Vélez Sarsfield                                             |
| 24 lipca 1955 | Racing Club de Avellaneda – San Lorenzo de Almagro 0:0 |
| 24 lipca 1955 | Boca Juniors – Vélez Sarsfield 5:1 Juan C. Navarro (2), Juan J. Pizzuti (2), José Borello - Norberto Conde                                                     |
| 24 lipca 1955 | Ferro Carril Oeste – Chacarita Juniors 0:1 Marcos Busico |
| 24 lipca 1955 | CA Tigre – Rosario Central 1:2 Norberto Méndez - Oscar Mottura, Antonio Vilariño                                                                               |
| 24 lipca 1955 | CA Huracán – Club Atlético Lanús 4:0 Víctor Rodríguez (k), Juan Portaluppi, Félix Respuela (2) mecz rozegrany został na stadionie klubu San Lorenzo de Almagro |
| 24 lipca 1955 | Gimnasia y Esgrima La Plata – CA Platense 3:2 Luis Pentrelli, Mario Papa, Adolfo Martínez - Gregorio Beraza, Vicente Sayago (k)                                |

### Kolejka 11
| Data          | Mecz |
| ------------- | --- |
| 31 lipca 1955 | Rosario Central – River Plate 2:2 Alberto Cazaubón (2) - Enrique Sívori, Félix Loustau                          |
| 31 lipca 1955 | Chacarita Juniors – Boca Juniors 1:1 Marcos Busico - Juan C. Navarro                                            |
| 31 lipca 1955 | Independiente – CA Huracán 1:0 Ernesto Grillo                                                                   |
| 31 lipca 1955 | San Lorenzo de Almagro – CA Tigre 1:2 Oscar Coll - Juan C. Burgos, Eugenio Aguilar                              |
| 31 lipca 1955 | Estudiantes La Plata – Gimnasia y Esgrima La Plata 2:1 Ricardo Scialino, Héctor Molina - Leandro Casanueva      |
| 31 lipca 1955 | Club Atlético Lanús – Ferro Carril Oeste 2:2 Emilio Fernández, Benito Cejas - Juan C. Tacchi, Guillermo Linares |
| 31 lipca 1955 | Vélez Sarsfield – Racing Club de Avellaneda 0:2 Adalberto Rodríguez, Norberto Cupo                              |
| 31 lipca 1955 | CA Platense – Newell’s Old Boys 1:1 Vicente Sayago - Juan C. Bellotti                                           |

### Kolejka 12
| Data             | Mecz |
| ---------------- | --- |
| 7 sierpnia 1955  | Racing Club de Avellaneda – Boca Juniors 1:1 Adalberto Rodríguez - Juan C. Navarro                                                                                             |
| 7 sierpnia 1955  | Ferro Carril Oeste – Independiente 1:2 Juan C. Tacchi - Héctor Gatti, Dante Juárez                                                                                             |
| 7 sierpnia 1955  | Club Atlético Lanús – Chacarita Juniors 1:0 Urbano Reynoso |
| 7 sierpnia 1955  | Newell’s Old Boys – Estudiantes La Plata 1:1 Eduardo Bernardo - Ricardo Scialino                                                                                               |
| 7 sierpnia 1955  | Gimnasia y Esgrima La Plata – Rosario Central 5:2 Francisco Loiácono (3), Luis Pentrelli, Mario Papa - Jorge Carboni s, Antonio Gauna                                          |
| 7 sierpnia 1955  | CA Tigre – Vélez Sarsfield 3:2 Juan C. Burgos (2), Héctor De Bourgoing - Juan C. Mendiburu, Eduardo Sansone                                                                    |
| 7 sierpnia 1955  | River Plate – San Lorenzo de Almagro 0:0 mecz przerwany został w 3 minucie – dokończony 10 sierpnia 1955                                                                       |
| 10 sierpnia 1955 | CA Huracán – CA Platense 1:0 Ricardo Infante mecz rozegrany został na stadionie klubu Ferro Carril Oeste                                                                       |
| 10 sierpnia 1955 | River Plate – San Lorenzo de Almagro 4:2 Santiago Vernazza (2, 1k), Walter Gómez, Ángel Labruna - Juan A. Benavídez, José F. Sanfilippo dokończenie 87 minut z 7 sierpnia 1955 |

### Kolejka 13
| Data             | Mecz |
| ---------------- | --- |
| 14 sierpnia 1955 | Vélez Sarsfield – River Plate 1:0 Eduardo Sansone                                                                                                 |
| 14 sierpnia 1955 | Boca Juniors – CA Tigre 0:0 |
| 14 sierpnia 1955 | Chacarita Juniors – Racing Club de Avellaneda 0:1 Marcelino Molinari s                                                                            |
| 14 sierpnia 1955 | San Lorenzo de Almagro – Gimnasia y Esgrima La Plata 3:2 Juan A. Benavídez, Patricio Joffré, Raúl Gutiérrez - Francisco Loiácono, Héctor Cortiñas |
| 14 sierpnia 1955 | Independiente – Club Atlético Lanús 0:0 |
| 14 sierpnia 1955 | Estudiantes La Plata – CA Huracán 0:3 Félix Respuela (2), Ricardo Infante                                                                         |
| 14 sierpnia 1955 | Rosario Central – Newell’s Old Boys 1:1 Oscar Massei - Ricardo Ramaciotti                                                                         |
| 14 sierpnia 1955 | CA Platense – Ferro Carril Oeste 2:0 B. Martínez, Héctor Ruggero                                                                                  |

### Kolejka 14
| Data             | Mecz |
| ---------------- | --- |
| 17 sierpnia 1955 | River Plate – Boca Juniors 0:4 Juan J. Pizzuti, Juan C. Navarro (2), Ernesto Cucchiaroni mecz rozegrany został na stadionie klubu Racing Club de Avellaneda               |
| 17 sierpnia 1955 | CA Huracán – Rosario Central 4:1 Víctor Rodríguez (k), Félix Respuela, Ricardo Infante (2) - Oscar Massei mecz rozegrany został na stadionie klubu San Lorenzo de Almagro |
| 17 sierpnia 1955 | Ferro Carril Oeste – Estudiantes La Plata 2:2 Juan C. Tacchi (2) - Alberto Mogaburu, Manuel Pelegrina (k)                                                                 |
| 17 sierpnia 1955 | Independiente – Chacarita Juniors 0:0 |
| 17 sierpnia 1955 | CA Tigre – Racing Club de Avellaneda 1:4 Héctor De Bourgoing - Humberto Maschio (2), Adalberto Rodríguez (2, 1k)                                                          |
| 17 sierpnia 1955 | Newell’s Old Boys – San Lorenzo de Almagro 0:1 Marcelino Danelutti s |
| 17 sierpnia 1955 | Gimnasia y Esgrima La Plata – Vélez Sarsfield 4:0 Francisco Loiácono (2), Héctor Cortiñas, Luis Pentrelli (k)                                                             |
| 17 sierpnia 1955 | Club Atlético Lanús – CA Platense 2:0 Osvaldo Gil, Urbano Reynoso |

### Kolejka 15
| Data             | Mecz |
| ---------------- | --- |
| 21 sierpnia 1955 | Racing Club de Avellaneda – River Plate 2:2 Adalberto Rodríguez, Humberto Maschio - José H. García Pérez s, Walter Gómez |
| 21 sierpnia 1955 | Vélez Sarsfield – Newell’s Old Boys 4:1 Osvaldo Carceo (2), Ernesto Sansone, Luis Manzi - Ricardo Ramaciotti             |
| 21 sierpnia 1955 | Chacarita Juniors – CA Tigre 3:0 Perfecto Rodríguez (2, 1k), Julio Ravelli                                               |
| 21 sierpnia 1955 | Boca Juniors – Gimnasia y Esgrima La Plata 1:0 José Borello                                                              |
| 21 sierpnia 1955 | San Lorenzo de Almagro – CA Huracán 0:0                                                                                  |
| 21 sierpnia 1955 | Rosario Central – Ferro Carril Oeste 0:1 Alberto De Zorzi                                                                |
| 21 sierpnia 1955 | Estudiantes La Plata – Club Atlético Lanús 1:1 Diego Arizaga - Ramón Moyano                                              |
| 21 sierpnia 1955 | CA Platense – Independiente 2:2 Antonio Báez, B. Martínez - Carlos Cecconato, Ricardo Bonelli (k)                        |

### Kolejka 16
| Data             | Mecz |
| ---------------- | --- |
| 28 sierpnia 1955 | CA Tigre – River Plate 0:0 |
| 28 sierpnia 1955 | Racing Club de Avellaneda – Gimnasia y Esgrima La Plata 1:1 Humberto Maschio - Luis Pentrelli                                         |
| 28 sierpnia 1955 | Estudiantes La Plata – Independiente 2:4 Roberto Rolando (2) - Walter Garcerón s, Ernesto Grillo (2), Osvaldo Cruz                    |
| 28 sierpnia 1955 | Boca Juniors – Newell’s Old Boys 4:1 Juan J. Pizzuti, Federico Edwards (k), Ernesto Cucchiaroni, José Borello (k) - Osvaldo Nardiello |
| 28 sierpnia 1955 | San Lorenzo de Almagro – Ferro Carril Oeste 0:2 César del Corro, Alberto De Zorzi                                                     |
| 28 sierpnia 1955 | Rosario Central – Club Atlético Lanús 4:0 Antonio Vilariño (2, 1k), Oscar Massei (2)                                                  |
| 28 sierpnia 1955 | CA Platense – Chacarita Juniors 0:3 Julio Ravelli (3)                                                                                 |
| 28 sierpnia 1955 | Vélez Sarsfield – CA Huracán 2:1 Aníbal Mosca, Juan C. Mendiburu - Alberto Evaristo                                                   |

### Kolejka 17
| Data            | Mecz |
| --------------- | --- |
| 4 września 1955 | Chacarita Juniors – River Plate 1:3 Mario Pavez - Norberto Menéndez (2), Ángel Labruna                                           |
| 4 września 1955 | CA Huracán – Boca Juniors 1:1 Elio Montaño - Ernesto Cucchiaroni mecz rozegrany został na stadionie klubu San Lorenzo de Almagro |
| 4 września 1955 | Independiente – Rosario Central 2:0 Ricardo Bonelli (2)                                                                          |
| 4 września 1955 | Gimnasia y Esgrima La Plata – CA Tigre 2:0 Francisco Loiácono, José Maravilla                                                    |
| 4 września 1955 | Newell’s Old Boys – Racing Club de Avellaneda 2:1 Ramón Carranza, José Yudica - Humberto Maschio                                 |
| 4 września 1955 | Club Atlético Lanús – San Lorenzo de Almagro 2:2 Emilio Fernández, Nicolás Daponte - Alberto Perazzo, José Florio                |
| 4 września 1955 | Ferro Carril Oeste – Vélez Sarsfield 3:0 Héctor Berón (2), Julio Bernárdez (k)                                                   |
| 4 września 1955 | CA Platense – Estudiantes La Plata 0:0                                                                                           |

### Kolejka 18
| Data             | Mecz |
| ---------------- | --- |
| 11 września 1955 | River Plate – Gimnasia y Esgrima La Plata 2:0 Enrique Sívori, Ángel Labruna                                                                                        |
| 11 września 1955 | Racing Club de Avellaneda – CA Huracán 2:1 Norberto Cupo, Humberto Maschio - Oscar Rossi                                                                           |
| 11 września 1955 | San Lorenzo de Almagro – Independiente 1:3 José F. Sanfilippo - Rodolfo Micheli, Ricardo Bonelli (2)                                                               |
| 11 września 1955 | Boca Juniors – Ferro Carril Oeste 0:1 Juan C. Tacchi (k) |
| 11 września 1955 | Vélez Sarsfield – Club Atlético Lanús 2:6 Juan J. Ferraro, Ernesto Sansone - Osvaldo Gil, Dante Lugo (2), Benito Cejas (2), Ramón Moyano                           |
| 11 września 1955 | Estudiantes La Plata – Chacarita Juniors 3:5 Manuel Pelegrina, Héctor Antonio, Roberto Rolando - Mario Pavez (2), Perfecto Rodríguez, Julio Ravelli, Marcos Busico |
| 11 września 1955 | Rosario Central – CA Platense 0:1 Jorge Maldonado (k) |
| 11 września 1955 | CA Tigre – Newell’s Old Boys 4:1 Eugenio Aguilar (2), Cándido González, Norberto Méndez - Ricardo Ramaciotti (k)                                                   |

### Kolejka 19
| Data                | Mecz |
| ------------------- | --- |
| 25 września 1955    | Ferro Carril Oeste – Racing Club de Avellaneda 0:2 Humberto Maschio (2)                                                |
| 25 września 1955    | CA Huracán – CA Tigre 2:0 Oscar Silva, Ricardo Infante mecz rozegrany został na stadionie klubu San Lorenzo de Almagro |
| 25 września 1955    | CA Platense – San Lorenzo de Almagro 1:1 Heraldo Ferreyro - José F. Sanfilippo                                         |
| 2 października 1955 | Club Atlético Lanús – Boca Juniors 1:0 Benito Cejas                                                                    |
| 2 października 1955 | Independiente – Vélez Sarsfield 4:0 Ricardo Bonelli (2), Ernesto Grillo (2)                                            |
| 2 października 1955 | Chacarita Juniors – Gimnasia y Esgrima La Plata 2:0 Perfecto Rodríguez, Mario Pavez                                    |
| 2 października 1955 | Estudiantes La Plata – Rosario Central 1:1 Roberto Rolando - Oscar Massei                                              |
| 2 października 1955 | Newell’s Old Boys – River Plate 2:2 Ricardo Ramaciotti (2, 1k) - Norberto Menéndez, Federico Vairo (k)                 |

### Kolejka 20
| Data                | Mecz |
| ------------------- | --- |
| 9 października 1955 | River Plate – CA Huracán 2:1 Norberto Menéndez, Néstor Rossi - Elio Montaño                                                                           |
| 9 października 1955 | Boca Juniors – Independiente 2:1 José Borello, Juan J. Pizzuti - Ricardo Bonelli                                                                      |
| 9 października 1955 | Racing Club de Avellaneda – Club Atlético Lanús 3:2 Humberto Maschio, Norberto Cupo, Adalberto Rodríguez - Osvaldo Gil, Dante Lugo                    |
| 9 października 1955 | Gimnasia y Esgrima La Plata – Newell’s Old Boys 4:2 Francisco Loiácono (2), Luis Pentrelli, José Maravilla - Bernabé Carranza, Ricardo Ramaciotti (k) |
| 9 października 1955 | Vélez Sarsfield – CA Platense 3:1 Norberto Conde (2), Oscar Huss - Doroteo Cívico                                                                     |
| 9 października 1955 | Rosario Central – Chacarita Juniors 3:2 Oscar Massei (2), Antonio Vilariño (k) - Julio Ravelli, Marcos Busico                                         |
| 9 października 1955 | CA Tigre – Ferro Carril Oeste 5:3 Luis Cesáreo, Eugenio Aguilar (2), Nicolás Gómez, Norberto Méndez (k) - Alberto De Zorzi, Carlos Lara (2)           |
| 9 października 1955 | San Lorenzo de Almagro – Estudiantes La Plata 1:0 Juan A. Benavídez                                                                                   |

### Kolejka 21
| Data                 | Mecz |
| -------------------- | --- |
| 12 października 1955 | Rosario Central – San Lorenzo de Almagro 4:3 Matías Cardoso, Oscar Massei (2), Antonio Vilariño (k) - Patricio Joffré (2), José F. Sanfilippo |
| 16 października 1955 | Ferro Carril Oeste – River Plate 1:1 Héctor Berón - Enrique Sívori                                                                            |
| 16 października 1955 | Independiente – Racing Club de Avellaneda 0:1 Manuel Blanco                                                                                   |
| 16 października 1955 | CA Platense – Boca Juniors 1:1 Gregorio Beraza - Federico Edwards (k)                                                                         |
| 16 października 1955 | Chacarita Juniors – Newell’s Old Boys 1:1 Osvaldo Montero - Ramón Carranza                                                                    |
| 16 października 1955 | Club Atlético Lanús – CA Tigre 6:1 Nicolás Daponte (k), Dante Lugo, Osvaldo Gil, Benito Cejas (2), Emilio Fernández - Luis Cesáreo            |
| 16 października 1955 | CA Huracán – Gimnasia y Esgrima La Plata 2:0 Félix Respuela, Oscar Silva                                                                      |
| 16 października 1955 | Estudiantes La Plata – Vélez Sarsfield 1:0 Manuel Pelegrina                                                                                   |

### Kolejka 22
| Data                 | Mecz |
| -------------------- | --- |
| 23 października 1955 | River Plate – Club Atlético Lanús 1:0 Roberto Zárate                                                             |
| 23 października 1955 | Racing Club de Avellaneda – CA Platense 1:1 Humberto Maschio (k) - Juan C. Menéndez (k)                          |
| 23 października 1955 | San Lorenzo de Almagro – Chacarita Juniors 3:0 José F. Sanfilippo, Juan A. Benavídez, Patricio Joffré            |
| 23 października 1955 | Boca Juniors – Estudiantes La Plata 1:0 Ernesto Cucchiaroni                                                      |
| 23 października 1955 | CA Tigre – Independiente 2:0 Eugenio Aguilar, Luis Cesáreo                                                       |
| 23 października 1955 | Newell’s Old Boys – CA Huracán 1:4 Eduardo Bernardo - Ricardo Infante, Elio Montaño, Oscar Rossi, Félix Respuela |
| 23 października 1955 | Vélez Sarsfield – Rosario Central 3:0 Ángel Allegri, Juan J. Ferraro, Marcelo López Espinosa                     |
| 23 października 1955 | Gimnasia y Esgrima La Plata – Ferro Carril Oeste 1:3 Mario Papa - Héctor Berón, Juan C. Tacchi, Carlos Lara      |

### Kolejka 23
| Data                 | Mecz |
| -------------------- | --- |
| 30 października 1955 | Independiente – River Plate 0:0                                                                                      |
| 30 października 1955 | Club Atlético Lanús – Gimnasia y Esgrima La Plata 2:1 Osvaldo Gil, Juan A. Bendazzi - Francisco Loiácono             |
| 30 października 1955 | San Lorenzo de Almagro – Vélez Sarsfield 3:1 Rafael García Fierro s, Oscar Coll, José F. Sanfilippo - Norberto Conde |
| 30 października 1955 | Ferro Carril Oeste – Newell’s Old Boys 0:0                                                                           |
| 30 października 1955 | Rosario Central – Boca Juniors 2:1 Oscar Massei, Alberto Ducca - Miguel A. Baiocco                                   |
| 30 października 1955 | CA Platense – CA Tigre 1:1 Héctor López - Luis Cesáreo                                                               |
| 30 października 1955 | Estudiantes La Plata – Racing Club de Avellaneda 0:2 Humberto Maschio (2)                                            |
| 30 października 1955 | Chacarita Juniors – CA Huracán 0:3 Oscar Rossi, Elio Montaño (2)                                                     |

### Kolejka 24
| Data             | Mecz |
| ---------------- | --- |
| 6 listopada 1955 | River Plate – CA Platense 2:1 Eliseo Prado, Enrique Sívori - Vicente Sayago                                                              |
| 6 listopada 1955 | Boca Juniors – San Lorenzo de Almagro 1:1 Carlos Etcheverry - José F. Sanfilippo                                                         |
| 6 listopada 1955 | CA Huracán – Ferro Carril Oeste 1:1 Alberto Evaristo - Herminio González mecz rozegrany został na stadionie klubu San Lorenzo de Almagro |
| 6 listopada 1955 | Gimnasia y Esgrima La Plata – Independiente 0:1 Ángel Ambrosi s                                                                          |
| 6 listopada 1955 | Racing Club de Avellaneda – Rosario Central 3:0 Carlos A. Álvarez, Manuel Blanco, Oreste Corbatta                                        |
| 6 listopada 1955 | Vélez Sarsfield – Chacarita Juniors 1:0 Norberto Conde                                                                                   |
| 6 listopada 1955 | CA Tigre – Estudiantes La Plata 2:1 Héctor De Bourgoing, Rubén Carriquiri s - Antonio Ruggeri                                            |
| 6 listopada 1955 | Newell’s Old Boys – Club Atlético Lanús 1:2 Juan C. Bellotti - Dante Lugo, Benito Cejas                                                  |

### Kolejka 25
| Data              | Mecz |
| ----------------- | --- |
| 13 listopada 1955 | Estudiantes La Plata – River Plate 1:2 Roberto Rolando - Walter Gómez, Roberto Zárate mecz przerwany w 82 minucie z powodu zamieszek na trybunach - wynik meczu zachowano |
| 13 listopada 1955 | San Lorenzo de Almagro – Racing Club de Avellaneda 0:1 Adalberto Rodríguez                                                                                                |
| 13 listopada 1955 | Chacarita Juniors – Ferro Carril Oeste 0:1 Héctor Berón |
| 13 listopada 1955 | Club Atlético Lanús – CA Huracán 1:0 Emilio Fernández |
| 13 listopada 1955 | Rosario Central – CA Tigre 2:3 Norberto De Sanzo s, Eduardo Saliadiarré - Juan C. Burgos, Luis Cesáreo (2)                                                                |
| 13 listopada 1955 | CA Platense – Gimnasia y Esgrima La Plata 2:1 Antonio Báez, Martín Pando - Pedro Bustos                                                                                   |
| 13 listopada 1955 | Vélez Sarsfield – Boca Juniors 1:2 Juan J. Ferraro - Juan J. Pizzuti, Carlos Etcheverry                                                                                   |
| 13 listopada 1955 | Independiente – Newell’s Old Boys 6:1 Dante Juárez, Ernesto Grillo (2), Rodolfo Micheli, Camilo Cervino, Osvaldo Cruz - José Yudica                                       |

### Kolejka 26
| Data              | Mecz |
| ----------------- | --- |
| 20 listopada 1955 | River Plate – Rosario Central 2:1 Enrique Sívori, Santiago Vernazza - Oscar Massei                                |
| 20 listopada 1955 | Racing Club de Avellaneda – Vélez Sarsfield 0:1 Juan J. Ferraro                                                   |
| 20 listopada 1955 | Boca Juniors – Chacarita Juniors 1:1 Juan J. Pizzuti (k) - Osvaldo Montero                                        |
| 20 listopada 1955 | CA Tigre – San Lorenzo de Almagro 2:2 Luis Cesáreo (2) - Oscar Coll, José F. Sanfilippo                           |
| 20 listopada 1955 | Ferro Carril Oeste – Club Atlético Lanús 2:1 Nelson Martínez, Juan C. Tacchi (k) - Nicolás Daponte (k)            |
| 20 listopada 1955 | Gimnasia y Esgrima La Plata – Estudiantes La Plata 1:1 Francisco Loiácono (k) - Héctor Molina                     |
| 20 listopada 1955 | CA Huracán – Independiente 0:3 Camilo Cervino (3) mecz rozegrany został na stadionie klubu San Lorenzo de Almagro |
| 20 listopada 1955 | Newell’s Old Boys – CA Platense 2:0 Bernabé Carranza, José Yudica (k)                                             |

### Kolejka 27
| Data              | Mecz |
| ----------------- | --- |
| 27 listopada 1955 | San Lorenzo de Almagro – River Plate 0:1 Roberto Zárate (k)                                                                                |
| 27 listopada 1955 | CA Platense – CA Huracán 4:4 Cesáreo Cortón, Juan C. Menéndez (k), Héctor López (2) - Ricardo Infante (2, 1k), Félix Respuela, Oscar Silva |
| 27 listopada 1955 | Boca Juniors – Racing Club de Avellaneda 3:1 Carlos Etcheverry, Mario Boyé, Fausto Rosello - Humberto Maschio                              |
| 27 listopada 1955 | Independiente – Ferro Carril Oeste 0:0 |
| 27 listopada 1955 | Chacarita Juniors – Club Atlético Lanús 1:1 Marcos Busico - Benito Cejas                                                                   |
| 27 listopada 1955 | Vélez Sarsfield – CA Tigre 3:2 Marcelo López Espinosa, Ángel Allegri, Juan J. Ferraro - Rodolfo Bores (k), Héctor De Bourgoing             |
| 27 listopada 1955 | Estudiantes La Plata – Newell’s Old Boys 1:5 Héctor Molina - Roberto Roche (2), Ricardo Ramaciotti (2, 1k), Juan C. Bellotti               |
| 27 listopada 1955 | Rosario Central – Gimnasia y Esgrima La Plata 3:1 Oscar Massei, Antonio Gauna, Roberto Apiciafuocco - Néstor Cardoso s                     |

### Kolejka 28
| Data           | Mecz |
| -------------- | --- |
| 4 grudnia 1955 | River Plate – Vélez Sarsfield 5:2 Walter Gómez, Enrique Sívori, Ángel Labruna, Roberto Zárate (2, 1k) - Juan J. Ferraro (2, 1k)                         |
| 4 grudnia 1955 | CA Tigre – Boca Juniors 3:0 Luis Cesáreo (2), Eugenio Aguilar                                                                                           |
| 4 grudnia 1955 | CA Huracán – Estudiantes La Plata 1:2 Alberto Evaristo - Roberto Rolando, Héctor Molina mecz rozegrany został na stadionie klubu San Lorenzo de Almagro |
| 4 grudnia 1955 | Racing Club de Avellaneda – Chacarita Juniors 4:2 Ángel Cigna, Adalberto Rodríguez (2), Norberto Cupo - Mario Pavez, José Barreiro                      |
| 4 grudnia 1955 | Club Atlético Lanús – Independiente 3:1 Benito Cejas (2), Osvaldo Gil - Dante Juárez                                                                    |
| 4 grudnia 1955 | Gimnasia y Esgrima La Plata – San Lorenzo de Almagro 1:1 Alfredo Martínez - José F. Sanfilippo                                                          |
| 4 grudnia 1955 | Ferro Carril Oeste – CA Platense 2:1 Alberto Piovano (2) - Norberto Castro                                                                              |
| 4 grudnia 1955 | Newell’s Old Boys – Rosario Central 1:2 Juan C. Bellotti - Roberto Apiciafuocco, Oscar Massei                                                           |

### Kolejka 29
| Data           | Mecz |
| -------------- | --- |
| 8 grudnia 1955 | Boca Juniors – River Plate 1:2 (1:0) Widzowie: 25 325 Sędzia: Bert Cross Bramki: 1:0 Carlos Etcheverry 3, 1:1 Ángel Amadeo Labruna 74, 1:2 Roberto Héctor Zárate 75 Club Atlético Boca Juniors: Julio Elías Musimessi – Juan Carlos Colman, Federico Roberto Edwards, Francisco Lombardo, Eliseo Víctor Mourińo, Natalio Agustín Pescia, Mario Emilio Boyé, Iseo Fausto Rosello, Carlos Etcheverry, Juan José Pizzuti, Ernesto Bernardo Cucchiarioni. Club Atlético River Plate: Amadeo Raúl Carrizo – Julio Luis Venini, Federico Vairo, Oscar Hernán Mantegari, Néstor Raúl Rossi, Pascasio Gilberto Sola, Santiago Vernazza, Enrique Omar Sívori, Walter Gómez, Ángel Amadeo Labruna, Roberto Héctor Zárate. |
| 8 grudnia 1955 | Racing Club de Avellaneda – CA Tigre 1:2 Humberto Maschio - Luis Cesáreo (2) |
| 8 grudnia 1955 | Chacarita Juniors – Independiente 3:1 Mario Pavez (2), Julio Ravelli - Ricardo Bonelli |
| 8 grudnia 1955 | San Lorenzo de Almagro – Newell’s Old Boys 2:2 José F. Sanfilippo, Roberto Resquín - Oscar Clariá, Roberto Roche mecz rozegrany został na stadionie klubu Ferro Carril Oeste |
| 8 grudnia 1955 | Estudiantes La Plata – Ferro Carril Oeste 3:0 Héctor Molina (3) |
| 8 grudnia 1955 | CA Platense – Club Atlético Lanús 1:1 Juan C. Menéndez (k) - Dante Lugo |
| 8 grudnia 1955 | Vélez Sarsfield – Gimnasia y Esgrima La Plata 1:1 Norberto Conde - Jorge Carboni (k) |
| 8 grudnia 1955 | Rosario Central – CA Huracán 1:1 Oscar Massei - Ricardo Infante |

### Kolejka 30
| Data            | Mecz |
| --------------- | --- |
| 11 grudnia 1955 | River Plate – Racing Club de Avellaneda 2:2 Enrique Sívori, Walter Gómez - Manuel Blanco, Llamil Simes                                                                                    |
| 11 grudnia 1955 | Gimnasia y Esgrima La Plata – Boca Juniors 4:1 Francisco Loiácono (2), Eduardo Domínguez (2) - Miguel A. Baiocco                                                                          |
| 11 grudnia 1955 | CA Huracán – San Lorenzo de Almagro 2:3 Ricardo Infante (k), Félix Respuela - José López, José F. Sanfilippo (k), Juan A. Benavídez mecz rozegrany został na stadionie klubu Boca Juniors |
| 11 grudnia 1955 | Independiente – CA Platense 2:0 Ricardo Bonelli (2, 1k) |
| 11 grudnia 1955 | CA Tigre – Chacarita Juniors 2:2 Eugenio Aguilar, Nicolás Gómez - Enrique Esquide, Mario Pavez                                                                                            |
| 11 grudnia 1955 | Ferro Carril Oeste – Rosario Central 4:1 Héctor Catoira, Nelson Martínez (3) - Oscar Massei                                                                                               |
| 11 grudnia 1955 | Club Atlético Lanús – Estudiantes La Plata 0:2 Diego Arizaga, Héctor Molina |
| 11 grudnia 1955 | Newell’s Old Boys – Vélez Sarsfield 1:0 Roberto Roche |

### Końcowa tabela sezonu 1955
| Poz | Klub                        | Mecze | Zw | Rem | Por | Pkt | BrZd | BrStr |
| --- | --------------------------- | ----- | -- | --- | --- | --- | ---- | ----- |
| 1   | River Plate                 | 30    | 18 | 9   | 3   | 45  | 53   | 35    |
| 2   | Racing Club de Avellaneda   | 30    | 14 | 10  | 6   | 38  | 50   | 32    |
| 3   | Boca Juniors                | 30    | 14 | 9   | 7   | 37  | 51   | 36    |
| 4   | Independiente               | 30    | 14 | 8   | 8   | 36  | 48   | 31    |
| 5   | Club Atlético Lanús         | 30    | 13 | 8   | 9   | 34  | 49   | 41    |
| 6   | CA Tigre                    | 30    | 12 | 6   | 12  | 30  | 47   | 54    |
| 7   | Ferro Carril Oeste          | 30    | 10 | 9   | 11  | 29  | 39   | 43    |
| 8   | San Lorenzo de Almagro      | 30    | 8  | 12  | 10  | 28  | 41   | 43    |
| 9   | CA Huracán                  | 30    | 10 | 7   | 13  | 27  | 52   | 44    |
| 10  | Gimnasia y Esgrima La Plata | 30    | 10 | 7   | 13  | 27  | 48   | 46    |
| 11  | CA Vélez Sarsfield          | 30    | 11 | 5   | 14  | 27  | 39   | 55    |
| 12  | Chacarita Juniors           | 30    | 9  | 8   | 13  | 26  | 46   | 49    |
| 13  | Newell’s Old Boys           | 30    | 8  | 9   | 13  | 25  | 42   | 55    |
| 14  | Estudiantes La Plata        | 30    | 9  | 7   | 14  | 25  | 39   | 52    |
| 15  | Rosario Central             | 30    | 9  | 6   | 15  | 24  | 46   | 57    |
| 16  | CA Platense                 | 30    | 6  | 10  | 14  | 22  | 35   | 52    |

### Klasyfikacja strzelców bramek 1955
| Gole | Piłkarz             | Klub                        |
| ---- | ------------------- | --------------------------- |
| 21   | Oscar Massei        | Rosario Central             |
| 18   | Francisco Loaiácono | Gimnasia y Esgrima La Plata |
| 18   | Humberto Maschio    | Racing Club de Avellaneda   |
| 17   | Ricardo Bonelli     | Independiente               |
| 15   | José Sanfilippo     | San Lorenzo de Almagro      |